# 按察使
按察使（中朝越：あんさつし、日本：あぜち）は、中国・日本・朝鮮・ベトナムにかつて存在した官職である。明清においては正三品であった。「按察使」の名称は唐代から用いられた。もともとは監察官のような性質の官職で、監察御史の役割に近かった。後代では司法官としての性質を強め、清代には臬台、臬司、廉訪使、廉台などの別称があった。

## 中国
唐の初年（618年〈武徳元年〉）、按察使の前身が漢の刺史制度に倣って派遣された。以後も必要に応じて命ぜられ、地方政府の監察を目的に臣下が派遣されることとなった。各道を巡察して地方の役人の考課をおこなう、御史に近い存在だった。ほぼ100年を経た景雲2年（711年）に十道に按察使を置いて常設の官職とした。しかしその後の按察使は設置と廃止を繰り返し、開元22年（734年）に採訪処置使（略称: 採訪使）となり、さらに乾元元年（758年）には観察処置使（略称: 観察使）へと改称した。観察使の権限は唐代を通じて増大し、地位としては各州の都督・刺史よりも上位で、権限は節度使に次ぐものとなった。節度使が置かれる場合は観察使も兼職するのが通例だった。
宋では節度使を虚職とし、最初は転運使が提刑を兼ねたが、のちには別に提点刑獄司（四監司の一つ）を設け、これがその後の按察使の原型となった。唐代の観察使とは異なり、路の最上位司法官となった。
金では承安4年（1199年）に按察使と改称し、司法刑獄を管轄するようになった。
元は按察使を粛政廉訪使と改めた。略称は廉訪使で、これにより按察使の俗称は「廉訪」となった。これは道の最上位の司法官と監察官を兼ねた。
明において按察使の名称が復活した。明は省レベル（明は元代に置かれた行省を設置しなかったが、「省」は三司の管轄する区域を指す俗称として民間で使われ続けた）では権力を三分割し、それぞれ三司に分掌させ、承宣布政使司と提刑按察使司と都指揮使司を置いた。布政使が「民政」、按察使が「刑名」、都指揮使が「軍事」を司った。
清では布政使は省の長官ではなくなり、総督または（および）巡撫の部下となり、その省の首席官職となった。布政使は主に民政と税を、按察使は引きつづき司法を管轄し、都指揮使は廃止された。

### 臬台・臬司
- 《尚書》：「汝陳時臬」
- 孔穎達《五経正義》：「汝當布陳是法」

これらの古典に基づき、のちに刑法の施行を「陳臬」と呼ぶようになり、司法官をも指すようにもなった。このため、司法官の性質を強めた按察使も「臬台」「臬司」の名で呼ばれるようになった。

## 日本
日本では奈良時代に元正天皇の養老3年（719年）に按察使が設けられた。これは地方行政を監督・監察する令外官だった。平安時代以降は陸奥国と出羽国のみに按察使が置かれ、他国については中央官僚である大納言、中納言、少納言と參議の兼任職となって形骸化した。
明治維新後、地方政治の監督官として明治2年に按察使が設けられたが、翌年には廃止された。

## 朝鮮
朝鮮半島においては高麗時代に設けられた。唐に倣って設けられた十道の行政の長だった。

## ベトナム
ベトナムにおいては、按察使（Án sát sứ）が初めて現れるのは黎聖宗の時代で、洪徳2年（1471年）に全国に置いた12道の承宣それぞれに按察司を置いた。ただし、それ以降、この名は登場せず、どうなったかは不明である。
のちに按察使となる官職が、阮主の阮福源時代の1614年に「記録」として設けられた。阮朝の明命帝時代の明命8年（1827年）に「参協鎮」と改称され、さらに明命12年（1831年）に按察使と改称された。
嗣徳帝の時代からは按察使は小規模な省の副省長とみなされた。省長である巡撫を補佐した。